# Станиша Кастриот
Станиша Кастриот (лат. Stanissa; око 1421. — 1445) био је албански племић, припадник породице Кастриота и старији брат Ђурађ Кастриота Скендербега.
Његов отац Иван Кастриот био је албански великаш који је имао посједе у долини ријеке Мат. Његова мајка Војислава, има нејасно поријекло. Непознато је када су Станиша и његова браћа рођени, док је његов млађи брат Ђурађ рођен 1405. године. Имао је још два брата Репоша и Констандина и пет сестара Мару, Јелену, Ангелину, Влајку и Мамицу. Имена Станише и већине његових сродника су словенска. Његов отац је постао османски вазал на крају 14. вијека, и као такав је плаћао данак и обезбјеђивао војну службу (као у бици код Ангоре 1402). Године 1409, један од браће, за кога Анамали и Фрашери вјерују да је Станиша, послат је на османски двор као талац, како би се осигурала лојалност Ивана Кастриота султану. Иван је прихватио сизеренство Млетачке републике 1413. године, али је поново османски вазал постао 1415. године. У раздобљу 1419—1426. Иван је био савезник српског деспота Стефана Лазаревића, који је такође био османски вазал, а током Другог скадарског рата (1419—1423) обавјестио је Млетке да је био присиљен да свог сина да као таоца деспоту Стефану. Фану С. Нолију, то је био Станиша кога је послао његов отац, заједно са помоћним снагама, како би помогао српским снагама у борбама са Млецима код Скадра.
Иван је издао повољу на српскословенском манастиру Хиландару 1425/1426. године, у којој је даровао два села Радостуше (заједно са црквом) и Требиште Хиландару, и у њој помиње имена своја четири сина. У повељи Хиландару између 1425. и 1431. године, манастир је Ивану и његовим синовима, осим Станиши, одобрио привремено куповање аделфата (право на пребивалиште на монашкој територији и добијање дотација из монашких ресурса) пирга Светог Ђорђа (касније назван „Арбанашки пирг” у њихову част). Научници су примјетили да се Станише не помиње ни у овој другој повељи и сматра се да је био потурчен послије 1426., вјероватно око 1428. године. Ова тврдња није потврђена документима. Такође се вјеровало и да је „нестао”, међутим, откривено је да се помиње као син преминулог Ивана у млетачким документима од 12. фебруара 1445. године. Тај документ не доноси никакве закључке о могућем турчењу Станише. Млетачка влада раније је потврдила да дужности које је обављао Ђурађови и Станишин отац и обећали им млетачко држављанство и склониште уколико би их протјерали са њихове земље.